# Matthew Ramshaw
Pour les articles homonymes, voir Ramshaw.
Matthew Ramshaw est un joueur de hockey sur gazon britannique évoluant au poste d'attaquant au Hampstead & Westminster HC et avec les équipes nationales anglaise et britannique,.

## Biographie
Matthew est né le 29 décembre 1999 à Airedale, en Angleterre,,.

## Carrière
Il a débuté en équipe nationale première le 21 mai 2022 contre la France à Londres lors de la Ligue professionnelle 2021-2022.

## Palmarès
- : 1er à la Sultan of Johor Cup en 2018 avec la Grande-Bretagne
- : 1er à la Sultan of Johor Cup en 2019 avec la Grande-Bretagne
- : 2e à l'Euro U21 en 2019 avec l'Angleterre